# Takafumi Hori
Takafumi Hori (jap. 堀 孝史, Hori Takafumi; * 10. September 1967 in der Präfektur Kanagawa) ist ein ehemaliger japanischer Fußballspieler und -trainer.

## Karriere
Hori erlernte das Fußballspielen in der Schulmannschaft der Kamakura High School und der Universitätsmannschaft der Meiji-Universität. Seinen ersten Vertrag unterschrieb er 1990 bei Toshiba. Der Verein spielte in der höchsten Liga des Landes, der Japan Soccer League. Für den Verein absolvierte er 41 Erstligaspiele. 1992 wechselte er zu den Urawa Red Diamonds. Für den Verein absolvierte er 158 Erstligaspiele. 1999 wechselte er zum Ligakonkurrenten Bellmare Hiratsuka (heute: Shonan Bellmare). Am Ende der Saison 1999 stieg der Verein in die J2 League ab. Für den Verein absolvierte er 95 Spiele. Ende 2001 beendete er seine Karriere als Fußballspieler.